# Vogt Peak
Der Vogt Peak ist ein 2180 m hoher Berggipfel in der antarktischen Ross Dependency. Er überragt den östlichen Teil der McKay-Kliffs in der Geologists Range. 
Der United States Geological Survey kartierte ihn anhand eigener Vermessungen und Luftaufnahmen der United States Navy aus den Jahren von 1960 bis 1962. Das Advisory Committee on Antarctic Names benannte ihn 1966 nach Peter Richard Vogt (* 1939), einem Geologen des United States Antarctic Program auf der McMurdo-Station von 1962 bis 1963.